# Mithridate VI
Pour les articles homonymes, voir Mithridate.
Mithridate « Eupator » le Grand (en grec moderne : Μιθριδάτης Εὐπάτωρ), plus couramment appelé Mithridate VI du Pont ou encore Mithridate Ier du Bosphore (né en 135 ou en 132 av. J.-C. et mort par suicide en 63 av. J.-C.), est un roi du Pont et du Bosphore de la dynastie des Mithridatides.
Il règne sur le Pont de 120 av. J.-C. à 63 av. J.-C. et sur le Bosphore de 108 av. J.-C. à 63 av. J.-C.. Il est le fils aîné du roi du Pont Mithridate V Évergète qui avait été l'allié de Rome lors de la troisième guerre punique. D’origine perse, il se présente comme un roi hellénisé.
Personnage complexe, ambitieux, inflexible aussi, amateur d'art, Mithridate est souvent comparé à Hannibal pour sa haine de Rome et sa position de symbole des sentiments anti-romains. Il échoue cependant dans sa tentative de renverser la domination romaine en Anatolie et en Grèce. En effet, il est un des seuls rois à avoir tenu tête à la République romaine, et ce pendant plus de 25 ans, au cours des guerres mithridatiques (88-65 av. J.-C.). La supériorité militaire de Rome, la qualité des généraux romains comme Sylla, Lucullus ou Pompée, mais aussi l'épuisement des ressources en or, hommes et ravitaillement de son royaume ont eu raison de ses ambitions.
Il est également connu pour être à l'origine du concept de mithridatisation, qui consiste à consommer régulièrement de faibles doses de poison pour y accoutumer l'organisme et y développer une résistance.

## Biographie

### Débuts
Il est né vers 132 av. J.-C. ou vers 135 av. J.-C., en tant que fils aîné du roi Mithridate V, d’ascendance iranienne, et de Laodicé VI, une princesse séleucide. On lui connaît un frère cadet et cinq sœurs.
Il reçoit une éducation raffinée : éduqué dans un milieu où se mêlent traditions perses et influences helléniques, excellent à la chasse, à l'équitation, au tir à l'arc et au javelot, il se distingue par le don des langues, une éloquence persuasive, ainsi que le goût des sciences naturelles et médicales. Son adolescence est assombrie par une tragédie : son père est assassiné vers 120 av. J.-C., probablement à l'instigation de sa mère, Laodicé VI, régente ambitieuse qui veut exercer seule le pouvoir. Cette mort est suivie d'une compétition féroce autour du jeune roi qui craint pour sa vie : les meurtriers de son père multiplient les pièges contre lui, tentent de provoquer un accident de cheval et mélangent des poisons à ses aliments. C'est dans ce contexte que s'inscrit le désir de Mithridate d'acquérir une connaissance parfaite des poisons et des antidotes, et de s'immuniser contre leurs effets, d'où la notion de « mithridatisation ». D'après la légende, il réussit à s'immuniser en absorbant de petites doses de poisons. Appien rapporte qu'il ne réussit pas à se suicider au poison et demanda qu'on l'aide à mourir.
Il est important de souligner que les débuts de Mithridate VI sont embrumés de légendes, s’expliquant par le fait de la propagande impulsée par Rome contre lui. Ainsi, pour échapper à ses ennemis, le jeune homme se retire alors dans les montagnes du Paryadrès, pratiquant la chasse et l'étude.

### Roi conquérant

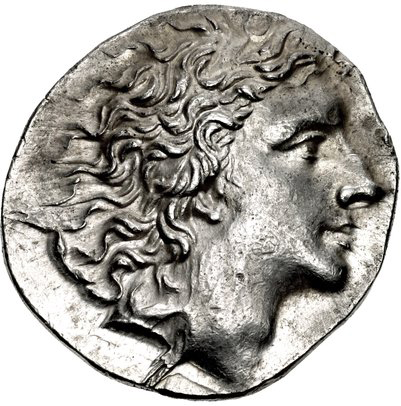
Pièce de monnaie en argent à l'effigie de Mithridate VI.

Mithridate a vingt ans quand, probablement à l'occasion d'un soulèvement du peuple et de l'armée, il s'empare totalement du pouvoir en 111 av. J.-C. : il met sa mère en résidence forcée et écarte son frère Mithridate Chrestos (« le Bon ») du trône. Selon la coutume perse, adoptée par les cours d’Antioche et d’Alexandrie, la même année, il épouse sa sœur Laodicé.
Reprenant les hommes de son père, il s'entoure de conseillers hellènes, Diophante son général, Dorylaos le Jeune, son camarade d'enfance, qui devient son confident et son ministre de la guerre, et le parent de ce dernier, Lagétas . Assisté d'instructeurs grecs, Mithridate réorganise l'armée, dont le cœur est constitué d'une phalange de 6 000 hoplites armés à la macédonienne. L'occasion d'affermir son pouvoir se présente avec une première guerre : les Grecs de Chersonèse et de Panticapée en proie à des difficultés avec leurs voisins Scythes, sollicitent le protectorat de Mithridate. Un des conseillers de Mithridate, le Grec Diophante, propose de conduire l'expédition ; vers 110 av. J.-C., le roi le charge d'établir le protectorat pontique sur la Chersonèse Taurique. Diophante construit un fort sur le cap Constantin qui domine la rade face à la ville de Chersonèse, et les Scythes, taillés en pièces, sont contraints de se retirer à l'intérieur de la péninsule (actuelle Crimée).
Ensuite, il a pour objectif de réorganiser son royaume, mène une politique expansionniste, expliquant que tout le début de son règne ait été occupé à constituer un vaste royaume. En effet, il a la volonté de créer un empire autour de la mer Noire. Cet empire semble former un ensemble composite mais il trouve son unité dans les échanges actifs qui unissaient les cités grecques du Pont-Euxin. Il conquiert ainsi tout l’espace au nord de cette mer, conscient de l’exaspération des Grecs d’Asie contre les exactions des publicains romains. Sa stratégie de conquête tient à sa présentation de roi grec dans le monde hellénistique, sa cour est par conséquent composée de nombreux Grecs.
Il s’empare ainsi en 107 av. J.-C. du Bosphore cimmérien (où il se fait désormais nommer localement Mithridate Ier du Bosphore), chasse le roi Ariobarzane Ier de Cappadoce en 94 av. J.-C. avec l'aide de Tigrane II d'Arménie qui est officiellement son allié depuis qu’il a épousé une de ses filles (Cléopâtre du Pont), puis partage la Paphlagonie avec Nicomède IV Philopator, le roi de Bithynie, en 94 av. J.-C. avant de chasser ce dernier et de s'emparer de son royaume en 88 av. J.-C. L’invasion de la Bithynie et de la Cappadoce sont les éléments déclencheurs des guerres mithridatiques.

### Guerres contre Rome (88-65av. J.-C.)

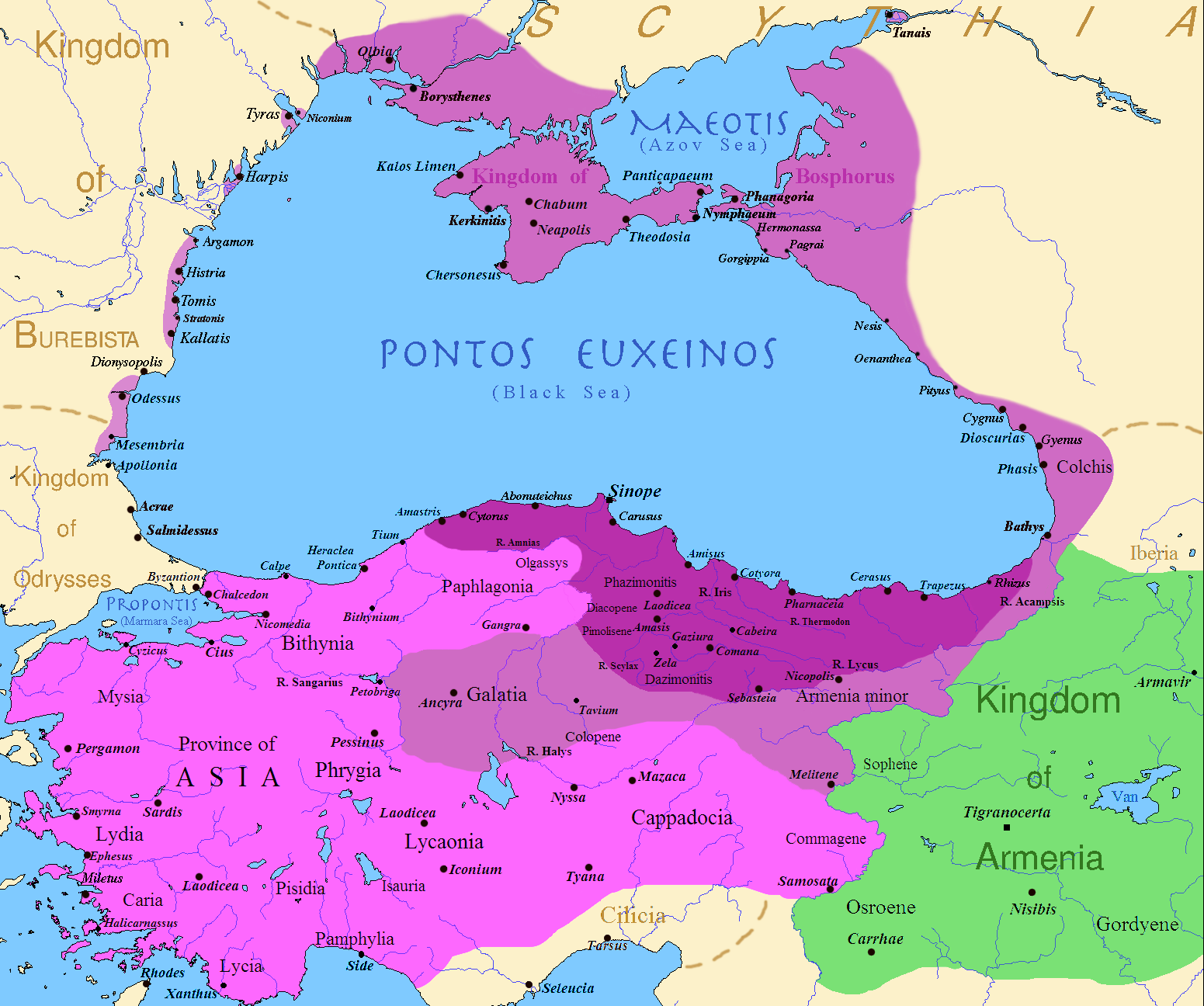
Le royaume du Pont avant le règne de Mithridate (violet foncé), avec ses conquêtes avant (violet) et pendant la première guerre mithridatique (rose).

Une partie de l’Anatolie (Asie Mineure) se trouve au centre des ambitions concurrentes de Mithridate et de Rome, les deux partis ayant la même volonté de conquête et d’expansion. C’est notamment ce qui conduit à la première guerre mithridatique. Plus précisément, la guerre est déclenchée à la suite de l’annexion par Mithridate des royaumes de Cappadoce et de Bithynie (deux royaumes proches de Rome). En effet, Rome a rétabli en 92 av. J.-C. Ariobarzane Ier de Cappadoce sur son trône et Nicomède IV sur le trône de Bithynie. En 88 av. J.-C., après la conquête de la Bithynie et après que Rome a poussé Nicomède IV à envahir le royaume du Pont sans grand succès, Mithridate fait une entrée triomphale à Éphèse et soulève les Grecs d'Asie mineure. Il ordonne alors le massacre de près de 80 000 Romains (Rhômaioi), selon Appien, puis décide de s’attaquer à la Grèce où il est, semble-t-il, accueilli en libérateur. Cette image du roi du Pont est due, en grande partie, à l’exploitation fiscale romaine des cités grecques au travers des publicains qui exercent une très forte pression sur la population de la province d’Asie. Ainsi Mithridate gagne en popularité bien au-delà de l’Asie, comme en témoigne le cas d’Athènes qui le soutient face à Rome.
La réaction des Romains tarde à se mettre en place car Rome doit faire face à la rivalité politique entre Marius et Sylla qui souhaitent tous deux obtenir le commandement de l’armée contre Mithridate. C’est finalement Sylla, après avoir marché sur Rome, qui est envoyé contre le roi du Pont et s'empare, après un long siège, d'Athènes en 86 av. J.-C., il parvient également à vaincre Archélaos à Chéronée (86 av. J.-C.) et à Orchomène (85 av. J.-C.).
Mithridate se voit alors obligé de conclure la paix de Dardanos en 85 av. J.-C. Ce qui l'oblige à abandonner ses conquêtes en Grèce et Ionie et sa flotte en mer Égée, mais lui permet de conserver son royaume et lui laisse toute liberté d'action autour du Pont Euxin, à l'exception de la Bithynie. Il n'hésite pas d'ailleurs à repousser les Romains comme Lucius Licinius Murena, lieutenant de Sylla, si ceux-ci se montrent trop entreprenants vis-à-vis des territoires restés sous son contrôle.
La deuxième guerre de Mithridate débute en 83 av. J.-C. à la suite du legs du royaume de Bithynie et Pont à Rome par Nicomède IV. Mithridate n’accepte pas ce legs et poursuit son expansion obligeant Rome à intervenir une nouvelle fois en Asie Mineure.
Cette fois-ci, Rome envoie Lucullus en 74 av. J.-C. après que Mithridate eut relancé les hostilités aidé de son gendre Tigrane II d'Arménie. Il est vainqueur du consul Cotta à Chalcédoine et assiège Cyzique quand il est rapidement chassé de Bithynie puis du Pont par une campagne victorieuse de Lucullus (72-71 av. J.-C.). Battu dès 73 av. J.-C. à Lemnos, Ténédos, où Lucullus détruit une partie de sa flotte, puis à Cyzique et au Granique, Mithridate se réfugie auprès du roi Tigrane d'Arménie. Lorsque ce dernier refuse de livrer Mithridate, Lucullus envahit l'Arménie : de nouveau vainqueur en 69 av. J.-C., il s'empare de la capitale arménienne Tigranocerte. Le conflit s'enlise. D’autant plus que Lucullus est rappelé à Rome et que Mithridate en profite pour récupérer son royaume. Cependant, il est définitivement vaincu par Pompée en 66 av. J.-C. sur l'Euphrate et se réfugie dans le royaume du Bosphore cimmérien, dans la ville de Panticapée.

### Fin du roi Mithridate
L’avancée de Lucullus pousse Mithridate à se réfugier en Arménie chez son allié le roi Tigrane. Par la suite, la lex Manilia donne en 66 av. J.-C. le pouvoir à Pompée (qui a remplacé Lucullus) de poursuivre Mithridate. Mais ce dernier renonce finalement à poursuivre Mithridate jusqu'en Crimée où il avait fui une nouvelle fois et se borne à organiser un blocus maritime du royaume du Bosphore. Mithridate échafaude le projet audacieux mais chimérique d'envahir l'Italie avec l'armée de son allié Burebista, roi de Dacie. Mais les cités grecques du Pont Euxin, lasses de la guerre, ainsi que les populations grecques du Bosphore cimmérien se révoltent, Phanagoria en tête. Le roi, entouré d'eunuques et coupé de la réalité, écrase la révolte des Phanagoriotes dans le sang, mais ne peut rien contre Olbia ni contre les cités de Scythie mineure qui lui refusent tout concours.
En 63 av. J.-C., son fils aîné, Pharnace, tente de le renverser. Mithridate, qui n'a pourtant jamais fait preuve d'indulgence à l'égard de ses enfants, pardonne cette fois à son fils favori, sur les instances du général Métrophane. Pharnace, ne se fiant pas au pardon de son père, organise une nouvelle insurrection et parvient à convaincre l'armée de le suivre. Abandonné de tous, Mithridate assiste du haut de son palais au couronnement de son fils. Selon Appien, craignant d'être livré aux Romains, il tente alors de se suicider en absorbant du poison. Soit que la quantité ait été trop faible parce qu'il avait partagé le poison avec deux de ses filles, soit que le roi ait été immunisé par l'absorption prolongée de petites quantités de poison, il échoue. Ayant vainement tenté d'en finir en se jetant sur son épée, il sollicite alors l'aide d'un garde du corps galate, qui l'achève. Selon Dion Cassius, il est tué par les hommes de Pharnace. Il est embaumé puis enterré à Sinope, sa ville natale.

## Famille
Appien accuse Mithridate d'avoir fait tuer sa mère Laodicé VI, son frère Mithridate Chrestos, trois de ses fils et trois de ses filles.

### Mariage et enfants
D'un nombre indéterminé d'épouses (peut-être officiellement six sans compter les concubines), dont sa sœur ou demi-sœur Laodicé, Monime de Milet, Bérénice de Chios (qui se suicident sur son ordre), Adobogione l'Ancienne, d'Hypsicratia (favorite dont le courage viril est évoqué par Plutarque et dont le monument funéraire a été retrouvé à Phanagoria) et de ses autres concubines, Mithridate VI eut de nombreux enfants dont :
- Avec sa sœur et première épouse Laodicé (mariée à Mithridate entre 115-113 av. J.-C. et 90 av. J.-C.) :
  - Pharnace II, roi du Pont et du Bosphore,
  - Macharès, vice-roi du Bosphore de 79 à 65 av. J.-C.,
  - Arcathias,
  - Mithridate de Colchide (gouverneur de Colchide), tué par ordre de son père qui le soupçonnait d'aspirer à la royauté,
  - Cléopâtre du Pont, l'épouse de Tigrane II d'Arménie,
  - Drypetina ;

- Avec sa seconde épouse Monime de Milet (mariée à Mithridate entre 89-88 av. J.-C. et 72-71 av. J.-C.) :
  - Athénaïs Philostorgos, fiancée puis épouse d'Ariobarzane II de Cappadoce ;

- Avec sa quatrième épouse Stratonice du Pont (mariée à Mithridate entre après 86 et 63 av. J.-C.) :
  - Xipharès ;

- Avec sa concubine Adobogione (dite « l'Ancienne ») :
  - Mithridate de Pergame, anti-roi du Bosphore,
  - Adobogione (dite « la Jeune ») ;

- Avec une concubine d'origine syrienne :
  - Phoenix ;

- Avec des concubines inconnues :
  - Ariarathe IX Philopatôr, roi usurpateur de Cappadoce en 90-89 av. J.-C.,
  - Cléopâtre, qui résiste à Pompée et est sauvée par une intervention de son père,
  - Artapherne, Cyrus, Oxathres, Darius, Xerxès, qui, capturés, participent au triomphe de Pompée à Rome,
  - Exipodras,
  - Orsabaris et Eupatra, deux filles capturées en même temps que leurs frères,
  - Mithridatis, fiancée, encore vierge, au roi Ptolémée XII d'Égypte, et qui se suicide avec son père,
  - Nysa, fiancée, encore vierge, au roi Ptolémée de Chypre, et qui se suicide avec son père.

## Dans la culture
- Le terme de mithridatisation (fait d'ingérer des doses croissantes d’un produit toxique afin d’acquérir supposément une insensibilité ou une résistance vis-à-vis de celui-ci) est directement issu de Mithridate VI.

### Littérature
- La mort de Mitridate (1637)[18] de Gautier de Costes de La Calprenède
- Mithridate (1673), tragédie écrite par Jean Racine
- Mithridates, King of Pontus (1678) de Nathaniel Lee
- Mithridates (1847), poème de Ralph Waldo Emerson
- He Died Old: Mithradates Eupator, King of Pontus (1958), récit historique d'Alfred Duggan
- Mithridates im Paradies. Kleine Geschichte des Sprachdenkens (2003) de Jürgen Trabant
- The Last King: Rome's Greatest Enemy (2004) de Michael Curtis Ford

### Musique
- Mitridate in Sebastia (1701), opéra de Giuseppe Aldrovandini
- Mitridate Eupatore (1707), opéra d'Alessandro Scarlatti, livret de Girolamo Roberti Frigimelica (it)
- Mithridate rè di Ponto (1767), opéra de Quirino Gasparini
- Mitridate, re di Ponto (1770), opéra de Wolfgang Amadeus Mozart

### Sources
- Appien chapitre 4 en 23, Guerre mithridatique dans Œuvres d'Appien :

« Les Cauniens qui étaient devenus sujets de Rhodes (…) poursuivirent les Italiens qui s’étaient réfugiés près de la statue de Vesta du Sénat, les arrachèrent à l’autel ; tuèrent les enfants sous les yeux de leurs mères et puis tuèrent les mères elles-mêmes et leurs maris en dernier lieu. »
- Lettre de Mithridate à Arsace reproduite par Salluste contre l'impérialisme romain, une propagande anti-romaine menée par Mithridate.
- Florus, I, 40, 1-12, à propos de Mithridate VI et des guerres mithridatiques, une source qui participe ouvertement à la propagande romaine faite contre Mithridate :

« Il était là, exerçait sa pression, sa cruauté lui tenant lieu de courage. Quoi de plus affreux que cet édit qu'il promulgua, l'ordre qu'il donna de massacrer toute personne qui, en Asie, possédait la citoyenneté romaine ? (…) Mais la terreur qui régnait en Asie ouvrit au roi l'Europe. » (alors que des cités grecques se sont librement mises du côté de Mithridate en réponse à la politique romaine qui les oppresse).
- Plutarque, Vie de Lucullus, dans La Vie des Hommes illustres, traduction par Amyot, La Pléiade Éditions Gallimard, Paris, 1951, p. 1106-1173.
- Plutarque Vie de Sylla V, à propos de la volonté expansionniste de Mithridate qui explique les guerres mithridatiques :

« Mithridate, qui se mêlait de tout, et travaillait à se faire un empire du double plus étendu que celui qu’il possédait déjà. »
- Plutarque XXII, à propos de la paix de Dardanos :

« Sylla, content de sa soumission, la fit aux conditions suivantes : Mithridate devait renoncer à l’Asie et à la Paphlagonie ; restituer la Bithynie à Nicomède, et la Cappadoce à Ariobarzane ; payer aux Romains deux mille talents, et leur livrer soixante-dix galères parfaitement équipées. De son côté, Sylla garantissait à Mithridate la possession de ses autres états, et lui assurait le titre d’allié du peuple romain ».